# Bruno Quadros
Bruno Ewerton Quadros est un footballeur brésilien né le 3 février 1977.